# Euterhaarentferner

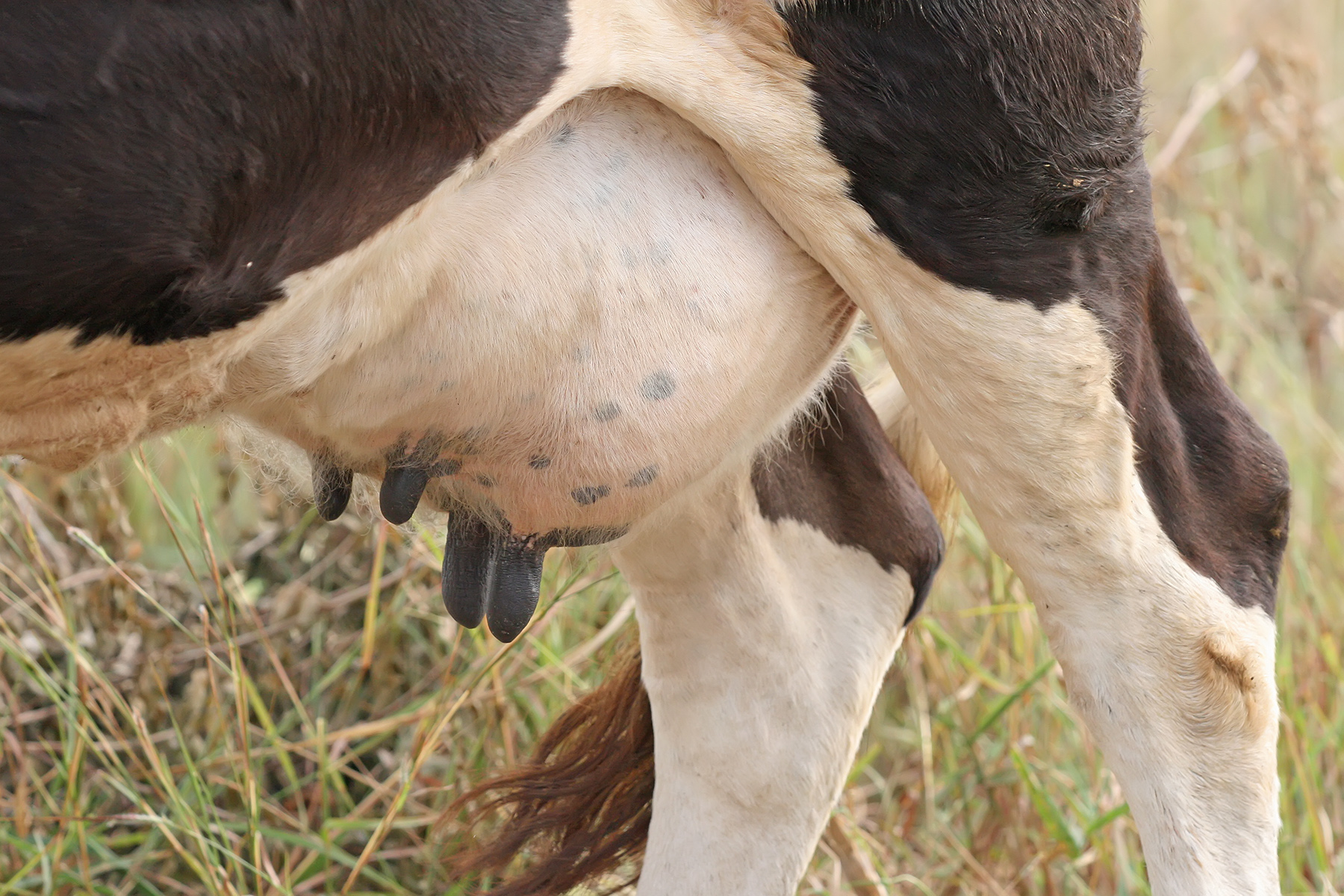
Leicht behaartes Euter einer Milchkuh

Ein Euterhaarentferner ist ein Gerät, mit dem bei der Haltung von Milchkühen Euterhaare entfernt werden. Häufig ist wegen der reduzierten Temperatur der Begriff Kalte Flamme im Gebrauch.

## Verfahren
Der Euterhaarentferner ist ein modifizierter Gasbrenner, bei dem mit einer temperaturreduzierten Gasflamme die Haare am Euter von Milchkühen abgeflämmt werden. Nach veterinärmedizinischen Studien besteht ein signifikanter Zusammenhang zwischen der Depilation der Euterhaare und der Reinlichkeit der Zitzen.
Behaarte Euter sind schwieriger zu melken und zu reinigen und bleiben länger feucht. Insbesondere bei Melkrobotern wird zur besseren Zitzenerkennung eine Enthaarung empfohlen.
Zudem können Krankheitskeime oder Verunreinigungen mit den Haaren beim automatischen Melken mit in die Stutzen geraten und so die Milch mit Keimen versehen. Gerade im Winter besteht dadurch eine höhere Verschmutzungsgefahr. Die Entfernung der Euterhaare dient so auch der Desinfektion und soll weitverbreitete Krankheiten wie Mastitis und die Johnesche Krankheit vermindern.

## Technische Umsetzung
Der Euterbrenner ist ein Gasbrenner, mit dem die Euterhaare durch Absengen mit einer maximal 200 Grad Celsius heißen, gelben Gasflamme aus einer gebogenen Lanze entfernt werden. Die Flamme hat eine weit größere Ausdehnung als bei den handelsüblichen Unkrautvernichtungsgeräten. Dabei wird die Sauerstoffzufuhr reduziert, um Temperaturspitzen zu vermeiden. Das Absengen der Haare geschieht zumeist alle 4–5 Wochen und benötigt nur wenige Sekunden pro Kuh. Es wird unter anderem empfohlen, die Zitzen vor dem Sengen anzufeuchten.
Nach Abschluss des Sengens wird empfohlen, die veraschten Haare von Hand oder mit einer Bürste zu entfernen und die Kuheuter einzucremen. Solange die Kühe die Flamme nicht sehen, erschrecken sie kaum beim Flämmen. Bei dem früher gebräuchlichen Rasieren der Euter mit elektrischen Haarschneidern wurden die Kühe erheblich stärker beunruhigt. Zudem war es bei manchen Herden zu schwierig oder risikoreich, sich mit den Schermessern den Tieren zu nähern und die Haare mechanisch zu kürzen.

## Geschichte
Die regelmäßige Entfernung der Euterhaare wurde parallel zu der Mode der Körperhaarentfernung beim Menschen bereits Mitte des 20. Jahrhunderts in den USA empfohlen und kam von dort aus nach Mitteleuropa.